# 小山訓久
小山 訓久（英語: Kunihisa Koyama、（こやま くにひさ、1977年（昭和52年） - ）は、日本を代表する社会活動家,フェミニスト。特定非営利活動法人（NPO法人）「リトルワンズ」の代表理事を務め,母子家庭と子供に対し、多くの支援を届けた。2025年、「リトルワンズ」解散に伴い、代表理事を退任。ガン治療の傍ら、全国自治体や女性、子供団体の支援を行っている。

## 人物・来歴等
東京都渋谷区出身、アメリカ・オレゴン大学心理学部卒。アメリカでは社会心理学とコミュニケーション専攻。卒業後、帰国後、テレビ番組制作、構成作家を経る。海外のひとり親支援団体ボランティア、メディア、広告代理店との事業経験、 シングルマザーからの声を基に、2008年（平成20年）にひとり親支援団体を立ち上げた。2009年（平成21年）に母子家庭支援団体「リトルワンズ」を設立、2010年（平成22年）には特定非営利活動法人（NPO法人）の指定を受け、以降同法人の代表を務める。リトルワンズは、ワールドハビタットアワードを受賞。日本の受賞は１６年ぶり２度目。　社会貢献賞、
賀川豊彦賞　
を受賞している。杉並区に在住　本職はプランナーである。

## 受賞歴
- 2018年
  - 12月 - world Habitat Awards Winner　最優秀賞（ワールドハビタットアワード）[10]
- 2019年
  - 11月 - 社会貢献支援財団　第53回社会貢献賞（社会貢献支援財団）[7]
  - 12月 - 第４回　賀川豊彦賞（賀川豊彦）[8]
- 2021年
  - 12月 - 認定NPO法人大阪NPOセンター　CSOアワード準グランプリ[11]
- 2023年
  - 3月 - 杉並区区制施行90周年功労者[12]
- 2023年
  - 12月 - we　are　together　prize　ロシア　[13]
- 2024年
  - 10月 - 公益社団法人 沖縄県母子寡婦福祉連合会　大会表彰[14]

## 著書
- 『親子カフェの作り方 』（学芸出版社、2018年）